# Теодор Бестерман
Теодор Бестерман (1904, м. Лодзь — 1976, м. Банбері) — дослідник паранормальних явищ, бібліограф, біограф і перекладач. Перший редактор журналу Journal of Documentation.
Народився в Лодзі (Польща), проте в підлітковому віці переїхав до Лондона. У 1925 році обраний головою Британської федерації молодіжних рухів. З 1927 по 1935 рік працював дослідником в Товаристві психічних досліджень.
У 1930-х роках викладав в лондонській школі бібліотекарів і опублікував безліч робіт по бібліографії.
Під час Другої світової війни служив у британському Королівському полку артилерії та в Army Bureau of Current Affairs. Потім працював а ЮНЕСКО, займаючись питаннями міжнародної бібліографії.
У 1950-х роках Бестерман почав збирати, переводити і публікувати матеріали про Вольтера, включаючи його неопубліковані листи, і займався цим до кінця життя. Він жив в будинку Вольтера в Женеві, де заснував Інститут і музей Вольтера, і опублікував 107 томів листів Вольтера в серії книг, названих «Вольтер і XVIII століття» (Studies on Voltaire and the Eighteenth Centur). Форум сучасних лінгвістичних досліджень (The Forum for Modern Language Studies) назвав ці публікації «найзначнішим внеском століття в вивчення Вольтера».